# Tsna (lac Mstino)
Pour les articles homonymes, voir Tsna.
La rivière Tsna (en russe : Цна) est un cours d'eau de Russie qui arrose l'oblast de Tver.

## Géographie
Elle prend sa source dans les collines de Valdaï, près de la ligne de partage des eaux entre le bassin de la Neva (mer Baltique) et celui de la Volga (mer Caspienne). Elle se jette dans le lac Mstino. La Tsna est longue de 160 km et draine un bassin de 4 390 km2. Son débit moyen est de 12,3 m3/s à 38 km de son embouchure.
La Tsna était autrefois une importante voie commerciale. La ville de Vychni Volotchek est située sur la Tsna.

## Source
- Grande Encyclopédie soviétique